# رنچین‌لهومبه
شهرستان رِنچین‌لهومبه (به زبان مغولی: Рэнчинлхүмбэ сум، [Renčinlxümbe sum]؛ ᠷᠢᠨᠴᠢᠨ ᡀᠦᠮᠪᠦ ᠰᠤᠮᠤ، [rinčin lhümbü sumu]) یک شهرستان (سُوم) در مغولستان است که در استان خوفسگول واقع شده‌است.

## تقسیمات اداری
شهرستان رنچین‌لهومبه متشکل از ۶ قصبه (باغ) می‌باشد، شامل:
- جولُن (مغولی: Зөөлөн баг، [Zöölön bag]؛ ᠵᠥᠭᠡᠯᠡᠨ ᠪᠠᠭ، [jögelen baɣ])
- خودون (مغولی: Ходон баг، [Xodon bag]؛ ᠬᠣᠳᠤᠩ ᠪᠠᠭ، [qoduŋ baɣ])
- خولوین‌جاخ (مغولی: Хоолойн зах баг، [Xoolojn zax bag]؛ ᠬᠤᠭᠤᠯᠠᠢ ᠶᠢᠨ ᠵᠠᠬ᠎ᠠ ᠪᠠᠭ، [qoɣulai-yin jaq-a baɣ])
- خوندِی (مغولی: Хөндий баг، [Xöndij bag]؛ ᠬᠥᠨᠳᠡᠶ ᠪᠠᠭ، [köndei baɣ])
- دالاین‌جاخ (مغولی: Далайн зах баг، [Dalajn zax bag]؛ ᠳᠠᠯᠠᠢ ᠶᠢᠨ ᠵᠠᠬ᠎ᠠ ᠪᠠᠭ، [dalai-yin jaq-a baɣ])
- یولت (مغولی: Ёлт баг، [Jolt bag]؛ ᠶᠣᠯᠲᠤ ᠪᠠᠭ، [yoltu baɣ])